# 陈曦 (物理学家)
陈曦，中國物理学家，清华大学物理系教授，美国物理学会会士。主要从事物理学研究。入选2011年度长江学者特聘教授。

## 主要经历
陈曦先后就读于清华大学和康奈尔大学，2010起在清华大学任教。